# Казе Гвидарини (Ређо Емилија)
Казе Гвидарини је насеље у Италији у округу Ређо Емилија, региону Емилија-Ромања.
Према процени из 2011. у насељу је живело 23 становника. Насеље се налази на надморској висини од 856 м.